# 今利龍雄
今利 龍雄（いまり たつお、1889年（明治22年）10月5日 - 1955年（昭和30年）4月19日）は、大日本帝国陸軍軍人。最終階級は陸軍中将。

## 経歴
1889年（明治22年）に東京府で生まれた。陸軍士官学校第23期卒業。1936年（昭和11年）に独立野砲兵第14連隊長に就任し、1937年（昭和12年）に陸軍砲兵大佐に進級した。1938年（昭和13年）3月に第8国境守備第2地区隊砲兵隊長、12月に阿城重砲兵連隊長を歴任。1940年（昭和15年）8月に西部軍兵器部長に転じ、12月に陸軍少将に進級した。
1942年（昭和17年）に第1方面軍兵器部長、1944年（昭和19年）6月に第8砲兵司令官を歴任。同年10月に陸軍中将に進級し、1945年（昭和20年）1月に第30軍隷下の第125師団長に親補される。通化で終戦を迎えた。
1948年（昭和23年）1月31日、公職追放仮指定を受けた。